# Brotas
Brotas este un oraș în São Paulo (SP), Brazilia.